# Colubrina obscura
Colubrina obscura är en brakvedsväxtart som först beskrevs av Franz von Paula Schrank, och fick sitt nu gällande namn av M. C, Johnston. Colubrina obscura ingår i släktet Colubrina och familjen brakvedsväxter. Inga underarter finns listade i Catalogue of Life.